# La conspiración del miedo
La conspiración del miedo (título original: The Conspiracy of Fear) es una película canadiense de acción, drama y suspenso de 1995, dirigida por John Eyres, escrita por Roy Sallows y Stephen Lister, musicalizada por Stephen Edwards, en la fotografía estuvo Peter Benison y los protagonistas son Geraint Wyn Davies, Leslie Hope y Andrew Lowery, entre otros. El filme fue realizado por EGM Film International, Heartstar Productions y Maingate; se estrenó el 5 de noviembre de 1995.

## Sinopsis
La CIA está tras un joven, agentes inmorales y ladrones están buscando algo que presuntamente tenía su fallecido padre.